# Detlef Heider
Detlef Heider (* 5. September 1943 in Eberswalde; † 7. August 1997 in Koblenz) war ein deutscher Maler und Grafiker. Er lebte und arbeitete in Koblenz.

## Leben
Nach seiner Schulzeit (Gymnasium, Abitur) von 1950 bis 1961 in Koblenz und einem anschließenden einjährigen Praktikum als Volontär in einem Mainzer Verlag und Druckereibetrieb nahm Detlef Heider ein Studium im Fach Grafik/Design an den Mainzer Werkkunstschulen auf.
Nach dem Zwischenexamen setzte Heider seine Ausbildung an der Akademie für Grafik, Druck und Werbung in Berlin fort und absolvierte sie mit staatlichem Abschluss. Weitere eineinhalb Jahre im Studienfach Werbung folgten am selben Institut.

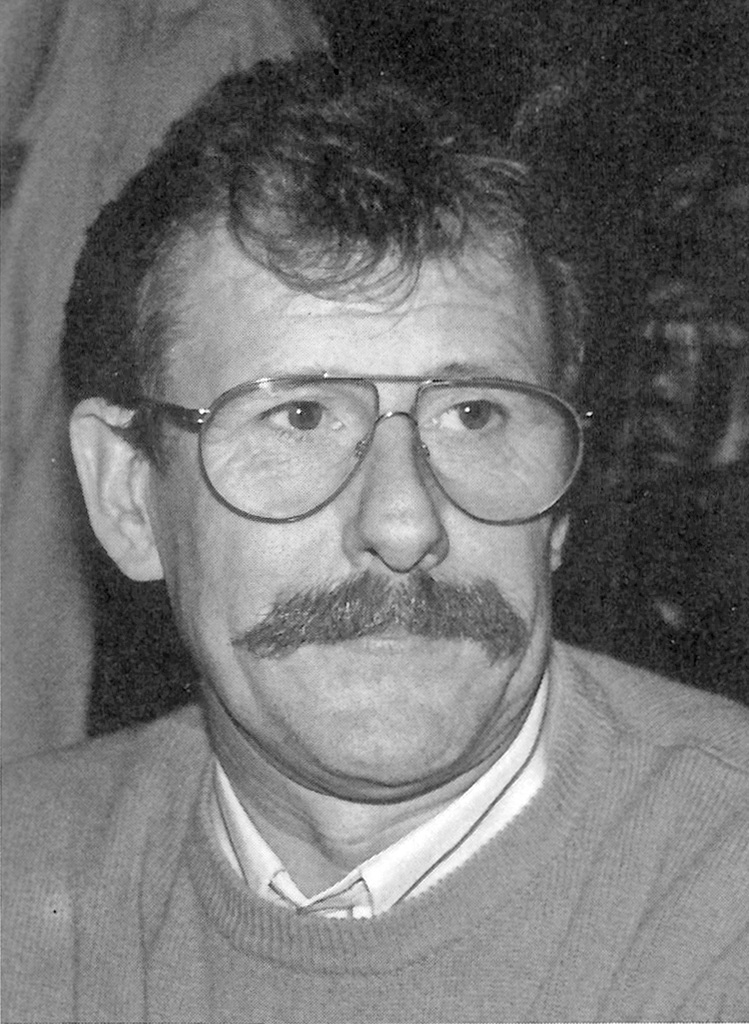
Detlef Heider

1968 kehrt Heider nach Koblenz zurück;
mit der Einrichtung eines Ateliers begann er seine Arbeit als freiberuflicher Maler und Grafiker. Erste Ausstellungsaktivitäten schlossen sich an.
Heider war Mitglied im Berufsverband Bildender Künstler Rheinland-Pfalz und in der Arbeitsgemeinschaft Bildender Künstler am Mittelrhein e. V. (AKM).
Ab 1972/73 beschäftigte sich Heider verstärkt mit den Radier- und Aquatintatechniken und richtet eine eigene Druckwerkstatt ein.
Heider unternahm Studienreisen nach Armenien, Aserbaidschan, China, Georgien, Griechenland, Italien, Jugoslawien, Russland, Spanien, Südostasien und in die USA.
In den folgenden Jahren entstanden neben mehreren Einzelwerken u. a. die Mappenwerke (Radierungen), „Die vier Jahreszeiten“, „Baum“, „Landschaftstiere“, „Rheingrafik“, „Menschen“, „Burgen“ und „Die vier Elemente“. Parallel dazu arbeitete Heider als Buchillustrator und Auftragsgrafiker für Industrieunternehmen.
Seit 1970 stellte Detlef Heider seine Arbeiten kontinuierlich in Einzelausstellungen aus und nahm an Gemeinschaftsausstellungen in Galerien und bei Künstlervereinigungen teil, so u. a. in Aachen, Bonn, Bremen, Dinslaken, Düsseldorf, Hannover, Koblenz, Mainz, Prüm, Saarbrücken, Würzburg, Baku und Trier.
Detlef Heider war mit der Lehrerin Antonie Heider verheiratet; aus der Ehe ging die Tochter Julia hervor.

## Werk
Detlef Heiders künstlerisches Schaffen umfasst den Zeitraum von gut 30 Jahren. In dieser Zeit sind zahlreiche Zeichnungen, Radierungen, Ölbilder, Siebdrucke, Plastiken und Kompositionen in Mischtechniken entstanden. Einen Namen machte sich Heider als Gebrauchsgrafiker und Buchillustrator. Sein herausragendes Schaffensgebiet war aber stets die grafische Kunst. (Radierung, Kupferstich, Aquatinta-Technik, Kaltnadeltechnik)
Heiders Werk trägt nicht nur alle Zeichen des denkenden, sondern vor allem des fragenden Menschen. Eines Menschen, der innehält, bisweilen zögert, aber der immer wieder und stets konsequent die sich aufwerfenden Fragen mit ihren Lösungsansätzen kontrapunktisch zu verbinden versteht.
Den Betrachter stellt Heiders Œuvre vor mehrere Rätsel, deren Entschlüsselung eine gehörige Portion intellektueller Mobilisierung erfordert. Diese vertiefende Betrachtungsweise, auch wenn sie mühsam sein sollte, offenbart jedoch äußerst interessante Einblicke.
Das erste Signal, welches die Betrachter Heiders Bilder wahrnehmen können, ist die Feststellung, hier hat man mit einem sehr besorgten, bisweilen kritischen Menschen zu tun. Spürbar wird Heiders Verlangen, Dinge selbst erkennen zu müssen. Dabei drängt sich der Eindruck auf, Heider komponiert sein Werk ganz bewusst in der Annahme, dass der künstlerische Raum erst dann existent wird, wenn er sich im Bewusstsein seines Betrachters offenbart. Er lädt den Zuschauer ein, die Spur nach der Erkenntnis gemeinsam mit ihm zu verfolgen; er macht ihn gleichsam zum Begleiter seiner Erkenntnisjagd.
Alleine lässt Heider seinen Gewährsmann in diesem Prozess allerdings nicht. Als zuverlässiger Begleiter liefert er ihm kleine Hilfen, winzige Hinweise: Kinderdrachen, Wolken, im Baum versteckter Vogel, ein Zaun in felsiger Landschaft. „Aus diesen wenigen, einfachen Elementen komponiert Detlef Heider ein Bild, das bei aller Realistik und Gegenständlichkeit des Details verschlüsselt wird wie ein Code, der erst durch Vergleichen und Nach-Denken verständlich wird.“.
Viele Heiders Arbeiten tragen den Charakter einer Vermessung; es ist sozusagen sein Grundthema. Seine Objekte verbindet der Künstler oft durch winzige, filigrane, manchmal kaum sichtbare Linien; es entsteht somit ein Linienwerk, eine Landkarte der Objekte, wie „trigonometrische Punkte auf dem Weg in eine neue meta-physische Dimension“. Manch ein zeitgenössischer Betrachter könnte diese Darstellungsarten mit der Vermessung, die der von Carl Friedrich Gauß und Alexander von Humboldt aus Daniel Kehlmanns Roman „Vermessung der Welt“ assoziieren, unähnlich ist beides nicht. Nicht ohne Grund tragen daher Heiders Bilder die Überschriften „Geometer“, „Mensch geteilt“ oder „Landvermesser“.
Heiders Vermessungen sind jedoch keine mathematisch-geometrische wie die der beiden Naturwissenschaftler. Sie gehen einen anderen Weg „Der Mensch nimmt Maß in dieser Landschaft, d. h. er bringt sie auf sein Maß, orientiert sich am Menschen, an seiner Vertikalen. (…) Heiders Werk lässt erkennen, dass er in der Vermessung der Welt eine menschliche Anmaßung sieht. In dieser Anmaßung aber eine menschliche Not. Denn ohne diese wüßte der Mensch mit dieser Welt nichts anzufangen, genauer: sie existierte überhaupt nicht für ihn, wäre er nicht in der Lage, sie sich egozentrisch in jenen Maßen einzuverleiben, die ihm angemessen sind.“
Ganz nebenbei korrigiert Heider durch seine Vermessung auch die zerschundene Natur. Diese Korrekturen – mittels Rasterungen oder Zerlegungen – bietet Heider dem Menschen an gleichsam als Aufforderung, sein Unvermögen, die Grenzen seines Handels und Denkens zu überwinden, aber auch als Mahnung.
Heiders Vermessungs-Arbeiten zeichnet eine minuziöse Akribie aus. „Seine Bäume leben in jedem Quadratmillimeter, seine Berge und Täler ´atmen‘ selbst dann, wenn sie von herangewehten Wüstensand zugedeckt sind, amorphe Farben angenommen haben.“ (Eschmann, 1983)
Aus vielen Heiders Werken spricht die Melancholie. Keine Melancholie in überliefertem Sinne, keine schwarzgallige oder manisch-depressive. Heiders Melancholie ist schon deshalb ungewöhnlich, weil sie zwei Gesichter hat.
Sie erscheint abwechselnd im Gewande des tiefen Versunkenseins oder in dem der schöpferischen Kraft.
Der Besonderheit dieser doppelgesichtigen Melancholie war sich Heider – so ist zu vermuten – durchaus bewusst. Und bewusst setzt er sie in sein Schaffen ein. Mehr noch. Er spielt beide Gesichter gegeneinander aus. Heider lässt Schnecken am Boden kriechen und Drachen in den Himmel steigen, verbrämt karge und trostlose Landschaften mit Ausschnitten aus idyllischen Welten, lässt Schwermut, Grübelei, ja Weltschmerz parallel mit geruhsamer Nachdenklichkeit und gelassenem Optimismus gleiten, zeigt das Widersprüchliche unserer Welt ebenso wie die Möglichkeiten eines Auswegs auf.
Spielereien sind dies mitnichten. Als Mensch der aufgeklärten Vernunft bringt Heider die Melancholie als Mittel zum Zweck in sein Werk hinein, indem er sich aus dem statischen Zustand einer Stimmungslage in den schöpferischen Erkenntniszustand versetzt. Er lässt sie einen Selbstreinigungsprozess durchlaufen, alles Lähmende abschütteln und befähigt sie, das Mögliche zu erkennen. Somit wird die Melancholie zu einem verständnisvollen und geduldigen Mittler zwischen allzu menschlicher Resignation und einem vernunftbezogenen Ausweg.
Heider war ein Baumeister. Dem Zufall überließ er kaum etwas. Basis der wohltuenden Ordnung seiner Bilder ist stets das streng Durchdachte. Ähnlich einem Handwerksmeister, der dem Entstehungsprozess seines Werkes den Maßstab der Möglichkeiten und Grenzen seines Handwerks zugrunde liegen, achtete auch Heider zunächst auf die Solidität des Grundstocks. Erst nachdem das Fundament in geduldiger Arbeit geschaffen, geprüft und für gut befunden worden ist, widmete sich Heider dem weiteren Ausbau. Dann allerdings nicht mehr als solider und bedächtiger Fachmann, sondern als beflügelter, mit perfekter Radiertechnik, wie heute nur noch wenige Maler, umgehender Virtuose.
Und noch etwas fasziniert an Heiders Schaffen. Es ist die Beständigkeit, mit der er sein Ziel verfolgt. Sein Œuvre kennzeichnen weder Sprünge noch spektakuläre Höhenflüge, keine Hurra-Aufklärung und nichts von galoppierender Sieghaftigkeit. Dafür aber die stetige, sich treu bleibende Fortbewegung. Eine redliche Beständigkeit ist es, die Konsequenz einer Schnecke, die, wie es Günter Grass in seinem Roman „Aus dem Tagebuch einer Schnecke“ ausdrückt, „kategorisch am Boden haftet“.
Diese Schnecke, so Grass, „siegt nur knapp und selten. Sie kriecht, verkriecht sich, kriecht mit ihrem Muskelfuß weiter und zeichnet in geschichtliche Landschaft, über Urkunden und Grenzen, zwischen Baustellen und Ruinen, durch zugige Lehrgebäude, abseits schöngelegener Theorien, seitlich Rückzügen und vorbei an versandeten Revolutionen ihre rasch trocknende Gleitspur.“

## Ausstellungen
1. 2000: Werkretrospektive, Galerie Hinter Lenchens Haus Bendorf
2. 1999: Werkretrospektive, Volksbank Mittelrhein, Koblenz
3. 1996: Ausstellung „Künstler sehen den Rhein“, Rhein-Museum, Koblenz Gemeinschaftsausstellung (GA)
4. 1993: Detlef Heider – Radierungen, Aquarelle, Grafiken, Ausstellung anlässlich des 50. Geburtstages, Galerie Handwerk Koblenz,
5. 1989: Radierungen und Bilder, Galerie „Em Backes“, Bad Hönningen
6. 1985: Bilder und Grafiken, Galerie Sirun, Freudenberg/Siegerland
7. 1983: Galerie Rost, Koblenz
8. 1983: Rheingrafik 1982, Galerie Euroart, Mainz
9. 1980: Menschen, Tiere und Wüste, Galerie Rost, Koblenz
10. 1979: Ölbilder, Zeichnungen, Radierungen, Kleine Galerie Vegesack, Bremen
11. 1978: Ölbilder, Radierungen, Zeichnungen, Galerie Rost, Koblenz
12. 1978: Stadtpanorama, Scania Koblenz
13. 1975: Form und Farbe 1977 – Jahresausstellung der Arbeitsgemeinschaft bildender Künstler am Mittelrhein e. V., Haus Metternich Koblenz, GA
14. 1976 19. Jahresausstellung Bildender Künstler aus Eifel und Ardennen,  Regino-Abtei Prüm, GA
15. 1975: Form und Farbe 1975 – Jahresausstellung der Arbeitsgemeinschaft bildender Künstler am Mittelrhein e. V., Haus Metternich Koblenz, GA
16. 1975: Landesmuseum Bonn
17. 1974: Herbstschau der mittelrheinischen Künstler, Haus Metternich, Koblenz GA
18. 1971: Studio-Bühne Koblenz

## Weiterlesen / Besprochene Ausstellungen
- Busch-von-der Gathen, Silvia: Detailgenaue Ansichten von Koblenz wirken klassisch. Ausstellung mit Werken des verstorbenen Künstlers Detlef Heider  in: Rhein-Zeitung (RZ), 19. November 1998
- Eberle, Adolf: Detlef Heider. Burgen. Mappe mit drei Farbradierungen in: Beiträge zur Rheinkunde, Rhein-Museum Koblenz, Heft 45, 1993
- Eitelbach, Kurt: Suche nach dem eigenen Stil. Detlef Heider in der Studio-Bühne, in: RZ 1. Dezember 1971
- Eitelbach, Dr. Kurt: Zur Wollust, Schimpf und Ernst dienende Kunststücke. Illustrationen Detlef Heiders zu seinem Buch des Barock in: RZ, 18. März 1973
- Eschmann, Wolfgang: Phantastische Traum-Visionen. Selbsthilfe-Ausstellung von drei jungen Koblenzer Künstlern in: RZ, 9. März 1971
- Eschmann, Wolfgang: Menschen, Tiere und Wüsten. Neues in der Galerie Rost, Galerie Rost, Koblenz in: RZ, 10. Oktober 1980
- Eschmann, Wolfgang: Geschichte(n) vom Rhein. Grafiken von Detlef Heider – Mappe mit vier Radierungen in: RZ, 21/21.2.1982
- NN: Ein Maler protestiert gegen den Ausverkauf der Natur. Gestern abend Vernissage in der Freudenberger Galerie Sirun in: Siegener Zeitung vom 7. März 1981
- Sauer-Kaulbach, Liselotte: Bekannt doch ganz anders. Galerie zeigt Arbeiten Detlef Heiders und Rudi Scheuermanns in: RZ, 11. Mai 1992
- Sauer-Kaulbach, Liselotte: Natürliches schlummert unter der Oberfläche.  Wiederbegegnung mit dem konsequenten Werk von Detlef Heider  in: RZ, 8. Juni 2000, Ausstellung in der Galerie „Hinter Lenchens Haus“, Bendorf
- zim: Schönheit und Narben dieser Welt erkannt. Ausstellungen mit Werken von Detlef Heider in der Galerie eröffnet in: RZ, Mai 2000